# Ampelisca pseudospinimana
Ampelisca pseudospinimana är en kräftdjursart. Ampelisca pseudospinimana ingår i släktet Ampelisca och familjen Ampeliscidae. Inga underarter finns listade i Catalogue of Life.